# Spintherobolus leptoura
 Spintherobolus leptoura és una espècie de peix de la família dels caràcids i de l'ordre dels caraciformes.

## Morfologia
- Els mascles poden assolir 2,7 cm de llargària total.
- Nombre de vèrtebres: 32-34.[4]

## Hàbitat
Viu en zones de clima tropical.

## Distribució geogràfica
Es troba a Sud-amèrica: Ribeira de Iguape (São Paulo, Brasil).